# Rick Wakeman
Richard "Rick" Christopher Wakeman CBE (Londres, 18 de maio de 1949) é um tecladista de rock progressivo britânico. Ele é um pianista clássico treinado, e tornou-se bastante famoso por sua virtuosidade. Dúvidas quanto ao futuro do músico erudito no mercado e grandes possibilidades no mundo do rock o fizeram optar por abandonar o conservatório onde estudava, sem se formar. Nos primeiros anos de sua carreira ele foi o pioneiro no uso de vários teclados ao mesmo tempo. Foi matéria de vários jornais ao surgir improvisando mesas e tábuas de madeira para empilhar e organizar seus teclados e seu nome tornou-se sinônimo de tecladista cercado por uma vasta gama de equipamentos. Nos palcos, quase sempre está vestido com uma comprida capa brilhante.
Wakeman tem uma carreira solo extremamente longa. Ele também tocou como músico convidado para artistas como Elton John, Brian May, Alice Cooper, Lou Reed, David Bowie, Ozzy Osbourne e Black Sabbath. Com David Bowie gravou quando ainda estudava no conservatório de música por volta de 1968-69, e proibido de tocar música pop, participava das sessões de estúdio em segredo.
Wakeman alcançou a fama em 1970 tocando com a banda The Strawbs, juntando-se ao Yes em 1971. Ele entrou e saiu da banda pelo menos quatro vezes, reflexo de um relacionamento turbulento com o grupo. Em 2002 ele voltou ao Yes pela quinta vez.
Rick Wakeman é considerado um dos pais do Rock Progressivo e do Rock Sinfônico. Wakeman é um tecladista brilhante, sendo considerado por muitos, como as mãos mais ágeis dentre todos os tecladistas. Utiliza pianos acústicos, elétricos e eletrônicos; sintetizadores; Minimoog; Mellotron; todos os tipos de teclados; órgãos, órgão Hammond; clavicórdios etc.
Wakeman produziu dezenas de álbuns com os mais variados temas. Desde lendas míticas da antiga Inglaterra até o Espaço Sideral, passando por reis, rainhas, temas astrológicos, música ambiente e trilhas sonoras para filmes dentre outros. Nos anos 1980, após seu afastamento do Yes entrou em jornada  solo produzindo inúmeros discos solos. O primeiro foi o álbum de 1981 de nome 1984, de rock progressivo, baseado na obra homônima de George Orwell, sendo o mais bem sucedido desse período. Menos conhecidos de seu repertório foram alguns álbuns baseados em músicas do gênero New Age entre eles o primeiro álbum Country Airs de 1986 que foi sucedido por Night Airs e Sea Airs  todos em uma coleção de discos de música ambiente baseada em pianos, uma tentativa de Wakeman se afastar do gênero que o tornou tão famoso e retornar a algumas de suas origens. Mas não demoraria para Rick Wakeman ainda no início dos anos 1990 retornar ao clássico rock progressivo produzindo mais alguns trabalhos com Yes, na reunião de integrantes e ex-integrantes em 1989 com o ABWH e em 1991 com o projeto Union da banda Yes. Por fim lançou o album Return To The Centre of the Earth em 1999, um sucessor espiritual de seu álbum clássico Journey to the Centre of the Earth de 1974, que contou com participação de inúmeros artistas famosos como Ozzy Osbourne e Katrina Leskanich. Lançaria ainda um novo e último grande projeto de rock progressivo que foi o álbum Out There em 2003 baseado do tema de viagens no espaço. Em 2019 foi lançado o album denominado Christmas Portraits.  Em 2020 foi lançado  novo album baseado em rock progressivo intitulado The Red Planet.

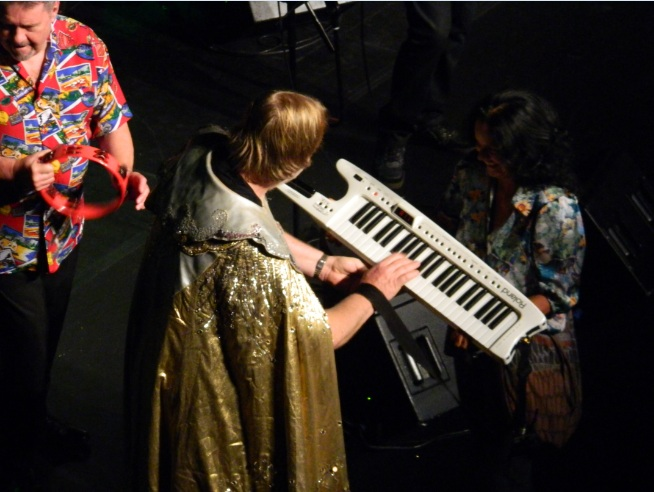
Rick Wakeman e seu keytar, durante apresentação em São Paulo, em Novembro de 2012

Dois de seus filhos, Adam Wakeman e Oliver Wakeman, também seguiram a carreira de tecladistas, sendo o filho Oliver o que mais se aproxima do estilo do pai. Adam Wakeman é o atual tecladista da banda de heavy metal Black Sabbath e toca muito com o pai aparecendo em diversos álbuns e shows.
Recentemente, no final de 2008, Wakeman foi convidado formalmente pela realeza britânica para celebrar os 500 anos da ascensão de Henrique VIII ao trono inglês com um de seus espetáculos o que deu origem ao show "The Six Wives of Henry VIII Live at Hampton Court Palace" lançado em CD, DVD e Blu-Ray. O show foi realizado em um dos castelos construídos por Henrique VIII, o Hampton Court Palace e reuniu uma orquestra com 70 integrantes, um coral de 40 vozes, um quinteto de rock e diversos convidados especiais. A reprodução ao vivo pela primeira vez de todo o álbum The Six Wives of Henry VIII foi especialmente regozijante para Wakeman pois esse era seu desejo após o lançamento original do álbum, mas sua carta solicitando permissão para um concerto foi rejeitada na época.
Em 2012, ele esteve novamente em turnê pela América Latina. Tocou na Argentina, no Chile e no Brasil. Em território brasileiro, se apresentou em Novo Hamburgo, Porto Alegre e São Paulo. Reapareceu em 2014 em turnê de comemoração dos 40 anos do álbum Journey to the Centre of the Earth.

## Discografia
- 1971 Piano Vibrations
- 1973 The Six Wives of Henry VIII
- 1974 Journey to the Centre of the Earth
- 1975 The Myths and Legends of King Arthur and the Knights of the Round Table
- 1975 Lisztomania (Trilha Sonora)
- 1976 No Earthly Connection
- 1977 White Rock (filme)|White Rock (Trilha Sonora)
- 1977 Rick Wakeman's Criminal Record
- 1978 The Royal Philharmonic Orchestra Performs the Best Known Works of Rick Wakeman
- 1979 Rhapsodies
- 1981 The Burning (Trilha Sonora)
- 1981 1984
- 1982 Rock 'N' Roll Prophet
- 1983 Cost of Living
- 1983 G'ole!
- 1985 Silent Nights
- 1985 Live at Hammersmith
- 1985 Beyond the Planets
- 1986 Country Airs
- 1986 Crimes of Passion (Trilha Sonora)
- 1987 The Gospels
- 1987 The Family Album
- 1988 Time Machine
- 1988 A Suite of Gods
- 1988 Zodiaque
- 1989 Sea Airs
- 1989 Black Knights at the Court of Ferdinand IV
- 1990 Night Airs
- 1990 Phantom Power (Trilha Sonora)
- 1990 In the Beginning
- 1991 Rock 'n' Roll Prophet Plus (Regravação de Rock 'n' Roll Prophet com 4 novas faixas)
- 1991 Aspirant Sunset
- 1991 Aspirant Sunrise
- 1991 Aspirant Sunshadows
- 1991 Suntrilogy
- 1991 The Classical Connection
- 1991 2000 A.D. Into the Future
- 1991 African Bach
- 1991 Softsword: King John and the Magna Charter
- 1993 Heritage Suite
- 1993 Classic Tracks
- 1993 Wakeman with Wakeman
- 1993 No Expense Spared
- 1993 The Classical Connection II
- 1993 Prayers
- 1994 Wakeman with Wakeman: The Official Bootleg
- 1994 Live on the Test
- 1994 Rick Wakeman's Greatest Hits
- 1995 The Piano Album
- 1995 The Seven Wonders of the World
- 1995 Cirque Surreal
- 1995 Romance of the Victorian Age
- 1995 King Biscuit Flower Hour
- 1995 Visions
- 1995 Simply Acoustic  (Outro nome: The Piano Album)
- 1995 The Private Collection
- 1995 Almost Live in Europe
- 1996 Fields of Green
- 1996 Voyage
- 1996 The New Gospels
- 1996 Tapestries
- 1996 The Word and Music
- 1996 Orisons
- 1996 Can You Hear Me?
- 1996 Vignettes
- 1997 Tribute (Em homenagem aos Beatles)
- 1997 Voyage
- 1998 Themes
- 1999 Return to the Centre of the Earth
- 1999 The Natural World Trilogy
- 1999 The Art in Music Trilogy
- 1999 White Rock II
- 1999 Stella Bianca alla corte de Re Ferdinando
- 2000 Recollections: The Very Best of Rick Wakeman 1973-1979
- 2000 Preludes to a Century
- 2000 Chronicles of Man
- 2000 Christmas Variations
- 2000 Rick Wakeman Live in Concert 2000
- 2001 Frost in space
- 2001 Out of the Blue
- 2001 Classical Variations
- 2001 Two Sides of Yes
- 2002 The Wizard and the Forest of All Dreams
- 2002 Hummingbird
- 2002 The Yes Piano Variations
- 2002 Two Sides of Yes – Volume 2
- 2003 Out There
- 2005 Rick Wakeman at Lincoln Cathedral
- 2006 Retro
- 2007 Amazing Grace
- 2007 Retro 2
- 2007 Live at the BBC
- 2009 The Six Wives of Henry VIII: Live at Hampton Court Palace
- 2010 Always with you
- 2010 Past, present and future
- 2010 Anderson/Wakeman - The Living Tree
- 2012 In The Nick of Time